# 広陽区
広陽区（こうよう-く）は中華人民共和国河北省廊坊市に位置する市轄区。

## 行政区画
- 街道:銀河北路街道、愛民東道街道、解放道街道、新源道街道、新開路街道、耀華道街道、雲鵬道街道
- 鎮:南尖塔鎮、万荘鎮、九州鎮、北旺鎮